# 麥敬時
麥敬時醫生，CMG，OBE[?]（1905年7月23日—1994年3月10日），英國殖民地政府醫生，1958年1月至1963年9月任香港醫務衛生總監兼立法局官守議員，是香港歷史上最後一位擔任醫務衛生總監的外籍人士。
麥敬時在紐西蘭出生，但少時在英國生活，1929年於愛丁堡大學醫科畢業。他在1932年移居南非，旋於1934年加入殖民地醫療服務，歷任貝專納蘭保護領醫務官和副醫務總監等職，1946年至1957年先後出任貝專納蘭、尼亞薩蘭保護領和北尼日利亞三地的醫務總監，對非洲的熱帶病和流行病具深入認識。
在香港供職期間，防治傳染病散播成為他的主要工作。1961年和1962年的8月至10月，香港分別因為爆發霍亂疫潮而成為疫埠，期間他採取多項緊急措施，當中包括設立收容霍亂病人醫院和隔離檢疫所，以及在全港各地廣設注射站，大力呼籲市民免費接種疫苗，從而有效控制疫潮。此外，他在任內著手擴充公營醫療服務，廣華醫院北翼大廈和伊利沙伯醫院等大型醫療設施相繼落成啟用，以應對香港人口急增和對醫療服務急升的需求。
麥敬時從香港政府退休後，曾先後任職於美國喬治亞州亞特蘭大傳染病中心和南非開普敦大學醫學院。晚年的他定居南非，並在當地去世。

## 生平

### 早年生涯
麥敬時在1905年7月23日生於紐西蘭芒阿圖羅托（Maungaturoto），父母都是蘇格蘭人，分別名約翰·亨德森·麥肯錫（John Henderson Mackenzie，1871年7月2日－1961年3月4日）和安尼斯·馬斯特頓（Agnes Masterton）。麥敬時的父親生於英國愛丁堡，為公理會牧師，1905年至1914年間被外派到紐西蘭傳道。
身為家中的長子，麥敬時另有一名胞妹和胞弟，分別名叫瑪嘉烈·亨德森·麥肯錫（Margaret Henderson Mackenzie，1911年4月9日－1995年12月5日）和約翰·查莫斯·麥肯錫（John Chalmers Mackenzie，1917年6月8日－1992年4月14日），其中瑪嘉烈在婚後改姓沃威克（Warwick），並曾任職於印度的國立醫學研究院（National Institute of Medical Research）。
年少時的麥敬時就讀於英國紐卡素的盧瑟福書院（Rutherford College），其後升讀愛丁堡大學，主修醫學，1929年取得內外全科醫學士（M.B., Ch.B.）學位畢業。他後來還於1948年獲愛丁堡大學頒授公共衛生學文憑、1956年和1959年分別當選愛丁堡皇家內科醫學院院員（M.R.C.P.E.）和愛丁堡皇家內科醫學院院士（F.R.C.P.E.）、以及在1958年當選美國胸肺學院榮譽院士（F.C.C.P.）。大學畢業後，他曾於1930年至1931年於愛丁堡皇家醫院（Royal Infirmary of Edinburgh）任職。

### 殖民地生涯
1932年，麥敬時移居南非執業，1934年7月獲聘加入英政府的殖民地醫療服務，最初在南非以北的貝專納蘭保護領（博茨瓦納前身）擔任醫務官，任內曾署任首席醫務官，並於1944年獲英廷頒授MBE勳銜，以表揚他在貝專納蘭任職多年以來在推動公共衛生方面的表現。同年1月，他獲擢升為貝專納蘭副醫務總監，旋於1944年至1945年間參與應對當地爆發的鼠疫疫潮；隨後還於1946年至1949年升任貝專納蘭醫務總監，期間於1947年再獲授OBE勳銜。1949年，麥敬時調任尼亞薩蘭保護領（馬拉威前身）醫務總監兼尼亞薩蘭保護領立法局官守議員，1955年再接替P·S·貝爾醫生（Dr P. S. Bell）調任北尼日利亞醫務總監，至1957年卸任，同年獲授CMG勳銜。麥敬時在非洲各殖民地政府醫務部門服務前後23年，對當地的熱帶病和流行病具深入的認識。

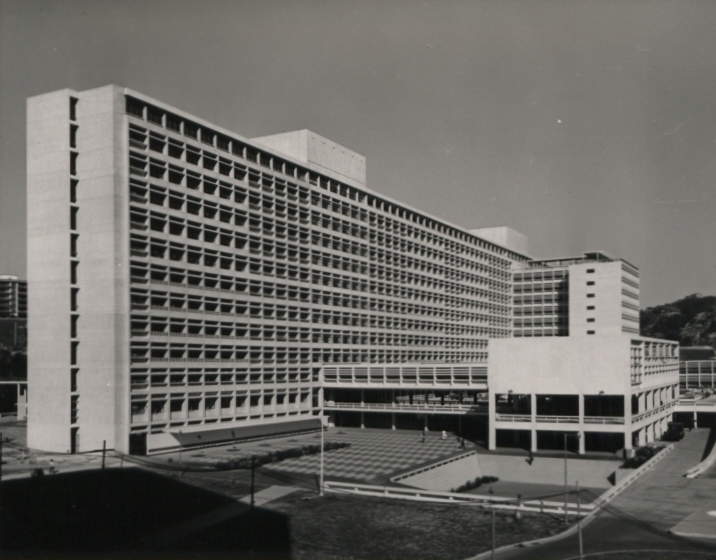
1963年落成啟用的伊利沙伯醫院

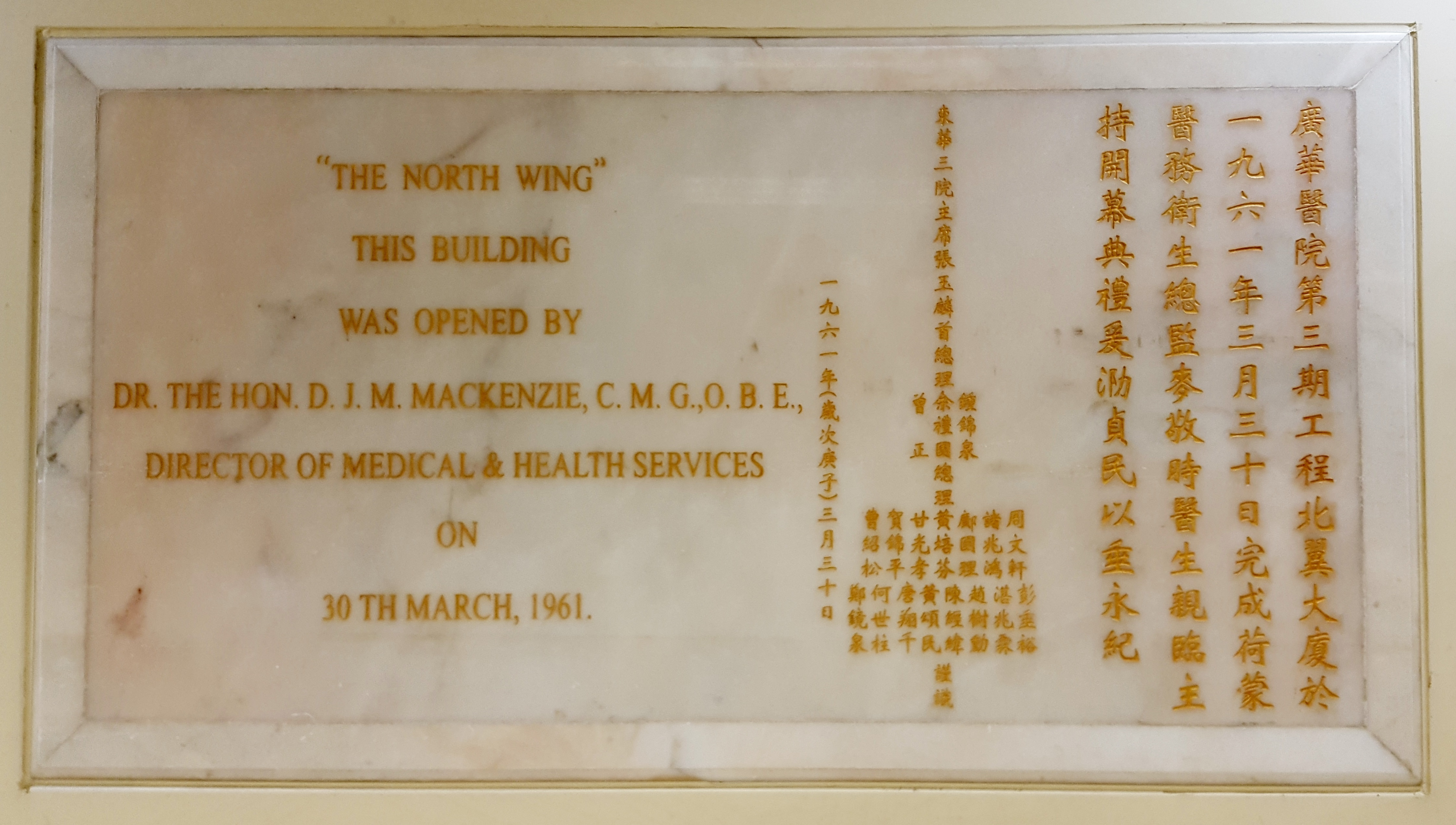
廣華醫院北翼大廈一塊紀念碑記述醫務衛生總監麥敬時醫生在1961年3月30日主持開幕儀式

1957年，英政府殖民地部宣佈調派麥敬時出任香港醫務衛生總監，接替退休的楊國璋醫生，他隨後於1958年1月正式就任，又兼任醫療輔助隊總監、香港防癆心臟及胸病協會會長、心理衛生會會長、以及立法局官守議員等職，並在同年3月21日奉委為官守太平紳士。當時，香港連年天旱，再加上不少難民從中國大陸湧入，而這些難民居住的寮屋區大多衛生環境欠佳，因此結核病、瘧疾、白喉和霍亂等傳染病在香港仍然是十分普遍，而為公眾預防傳染病遂成為他的主要工作之一。
有見及此，他延續和繼續推動醫務衛生署既有的多項政策，包括加強港口檢疫、向公眾宣傳和教導防治傳染病的常識、到地區展開醫學調查、向高危人士派發藥品，以及積極鼓勵市民免費接種卡介苗等防治傳染病的疫苗。其中，麥敬時在任內著力推廣向兒童免費接種卡介苗，及至1961年，多達80%的產婦在醫院分娩後，同意讓出生48小時的嬰兒接種卡介苗，有關措施使五歲以下兒童的結核病感染比率和死亡比率均錄得明顯下降。
另一方面，當時香港面對霍亂的嚴峻威脅，更像中國大陸華南地區、台灣、印尼和菲律賓等地，在1961年和1962年先後經歷霍亂疫潮，兩次疫潮均迫使港府宣佈香港成為疫埠，當中又以1961年的疫潮較為嚴重。1961年的疫潮由8月16日爆發，持續至10月12日才告制止，是1946年以來香港首次錄得霍亂疫潮爆發，期間多達129人診斷患上霍亂，當中15人死亡，經濟也連帶受到打擊。
為了制止霍亂蔓延，麥敬時在1961年的疫潮採取多項緊急措施，當中包括限制出入境、把荔枝角醫院和尖沙咀漆咸道軍營等地分別徵用作收容霍亂病人醫院和隔離檢疫所、加強教育有關個人衛生的常識、以及在全港各地廣設注射站，大力呼籲市民免費接種霍亂疫苗，一時間，累積接種疫苗的市民多達250萬人。此外，市政事務署又配合防疫運動，加強巡查食肆和尋常街巷，確保環境衛生合符要求。在疫潮期間，坊間還一度謠傳霍亂疫苗可導致「精神失常」，麥敬時即嚴辭批評有關言論是「可惡的謠言」，並重申孕婦和高血壓人士均適合接種。
在1962年的霍亂疫潮當中，香港在8月24日至10月8日期間再度宣佈成為疫埠，但這次疫情遠較上一次輕微，期間合共證實九宗霍亂個案，當中一人死亡，情況遠比鄰近地區為佳。在本地層面以外，麥敬時還多次前赴外地出席國際霍亂會議，商討透過區域層面控制霍亂等傳染病。這些會議包括在1962年3月和11月兩度在巴基斯坦舉行的東南亞條約組織霍亂研究實驗室理事會會議、以及在1962年9月和1963年5月在菲律賓馬尼拉兩度舉行的世界衛生組織地區委員會會議等。
除了控制傳染病以外，面對香港人口急增和對醫療需求的急升，麥敬時在醫務衛生總監任內廣建醫院、療養院和專科診所，以著手擴充公營醫療服務。在他任內落成的醫院包括在1963年9月10日啟用，位於九龍京士柏、規模龐大的伊利沙伯醫院、以及在1961年3月30日落成啟用，位於九龍油麻地的廣華醫院北翼大樓等。其他在他任內落成啟用的醫療設施還包括在1962年12月啟用的大口環護養院（馮堯敬醫院前身）和1963年8月啟用的九龍康復院等。此外，私立荃灣港安醫院、李寶樁健康院和九龍城獅子會母嬰健康院也分別由他在1963年6月、7月和9月主持奠基。
1963年4月，港府消息傳出麥敬時將於同年9月底退休離港，由副醫務衛生總監鄧炳輝醫生接任。同年6月，他再一次獲邀出任更新會1963年度會長一職。1963年9月，卸任在即的麥敬時最後一次出席立法局會議，更獲港督柏立基爵士特別答謝他過去五年半任期的表現。就在卸任後不久，香港即於1963年10月再一次爆發一場小規模的霍亂疫潮，但此後多年香港均再沒有出現霍亂疫潮。麥敬時是香港歷史上最後一位出任醫務衛生總監的外籍人士，自他以後，所有醫務衛生總監都是由華人擔任。

### 晚年生涯
麥敬時退出殖民地服務後返回英國定居，曾於1965年至1969年出任美國喬治亞州亞特蘭大的傳染病中心（疾病控制與預防中心前身）擔任中心轄下有關滅絕瘧疾計劃的訪問科學家，並在1965年代表英政府先後出席在巴基斯坦和美國夏威夷舉行的國際霍亂會議。1968年7月至8月期間，他還參與世界衛生組織的全球根除瘧疾策略項目，為泰國的研究隊伍擔任世衛顧問。
曾經在非洲地區長期任職的麥敬時後來選擇舉家移居南非開普敦，並在1970年至1984年間擔任開普敦大學醫學院醫學微生物學系名譽副研究員。晚年的麥敬時仍不時返回香港探望朋友，1976年11月更獲邀返港主持政府物理治療員畢業典禮。麥敬時在1994年3月19日卒於南非開普敦，終年88歲。畢生從事醫務工作的他，曾於一些學術期刊和政府報告發表關於霍亂和其他傳染病的學術文章。

## 個人生活

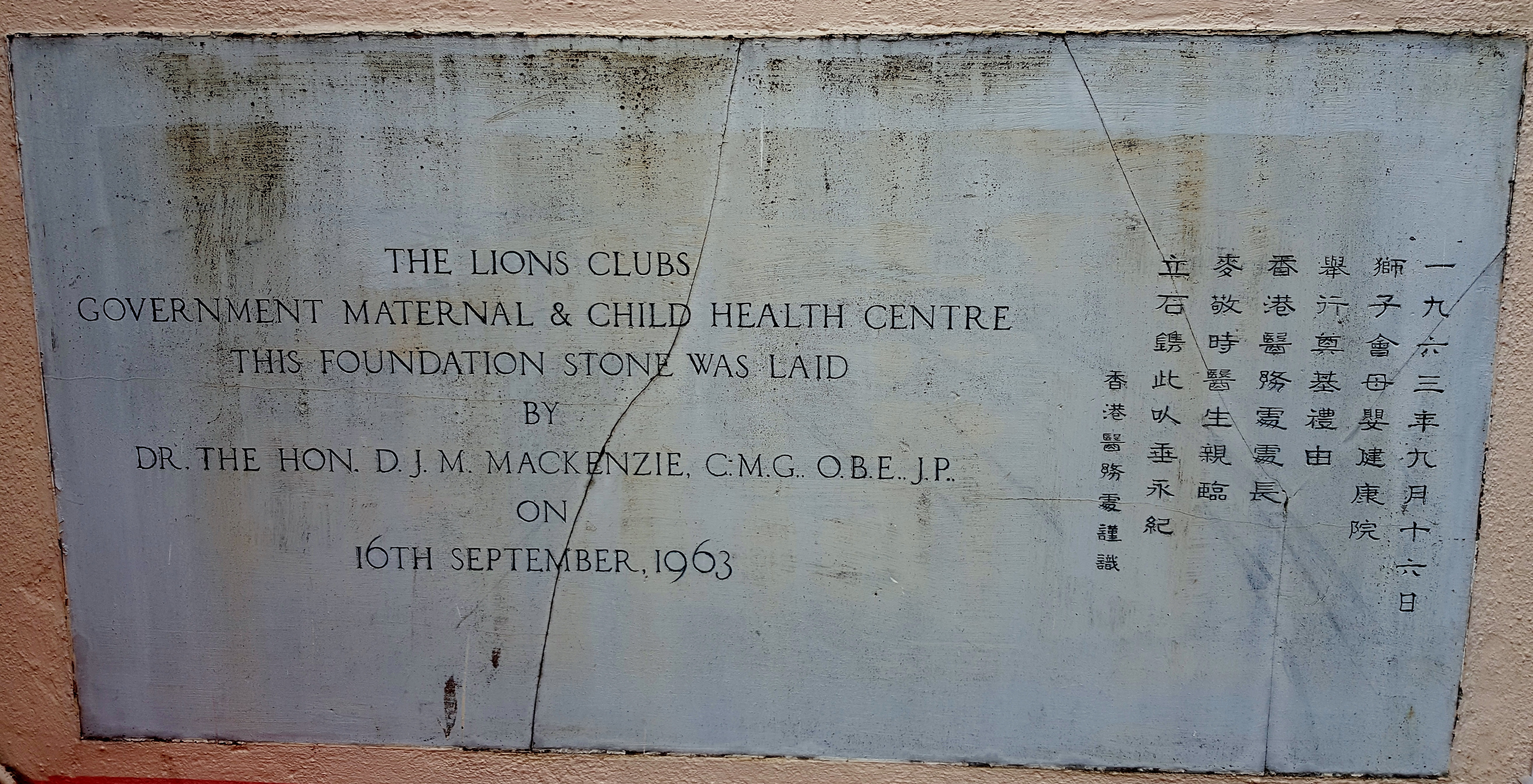
麥敬時醫生1963年9月16日為九龍城獅子會母嬰健康院主持奠基

麥敬時在1934年7月21日於南非迎娶派翠絲雅·埃莉諾·瑪嘉烈·貝利（Patricia Eleanor Margaret Bailey）為妻。派翠絲雅是亞歷山大·貝利（Alexander Bailey）的女兒，原居於非洲東南部英國殖民地巴蘇陀蘭（萊索托前身）。兩人共育有兩名女兒，麥敬時夫人於1993年1月14日卒於南非開普敦。
麥敬時的主要興趣包括打高爾夫球和釣魚，他曾經是皇家香港高爾夫球會、馬拉威的松巴競技會（Zomba Gymkhana）、和倫敦西印度會會員。

## 榮譽

### 殊勳
- 以下列出榮譽全稱及縮寫：^ 
  - 英帝國員佐勳章（M.B.E.） （1944年元旦授勳名單[10]）
  - 英帝國官佐勳章（O.B.E.） （1947年英皇壽辰授勳名單[12]）
  - 愛丁堡皇家內科醫學院院員（M.R.C.P.E.） （1956年[6]）
  - 聖米迦勒及聖喬治同袍勳章（C.M.G.） （1957年英女皇壽辰授勳名單[15]）
  - 官守太平紳士（J.P.） （1958年3月21日[20]）
  - 美國胸肺學院榮譽院士（F.C.C.P.） （1958年[7]）
  - 愛丁堡皇家內科醫學院院士（F.R.C.P.E.） （1959年[6]）

### 以他命名的事物
- 麥敬時盾：香港醫療輔助隊救護比賽獎項[48]

## 部份著作
- Report on the outbreak of cholera in Hong Kong. Hong Kong, Medical and Health Department, 1961.
  - （直譯：《香港霍亂疫潮報告》。香港：醫務衛生署，1961年。）
- Notes on problems facing malaria eradication programmes in tropical zones, with special reference to Thailand（页面存档备份，存于）. Geneva : World Health Organization, 1969.
  - （直譯：《有關熱帶地方根除瘧疾計劃面對困難的筆記：以泰國作為特別案例》。日內瓦：世界衛生組織，1969年。）
- "Cholera – its nature, management and prevention （页面存档备份，存于）", S. A. Medical Journal Vol 45. South Africa: South African Medical Association, 2 January 1971, pp. 3–7.
  - （直譯：〈霍亂－其性質、管理和預防〉，《南非醫學期刊》第45期。南非：南非醫學會，1971年1月2日，頁3至7。）

## 注腳
1. ↑  Scott and Macdonald (1981), p. 190.
2. 1 2 3  Scott and Macdonald (1928), p. 311.
3. 1 2 3 4 5  "MacKENZIE, David James Masterton" (1952), p. 375.
4. ↑  "Athens County Ohio Death Records" (retrieved on 6 July 2013)
5. ↑  University of Edinburgh Journal Vol 36 (1993), p. 199.
6. 1 2 3 4 5 6 7 8 9 10 11 12 13  "MACKENZIE, David James Masterton" (1996)
7. 1 2  〈國際胸科會議閉幕，麥敬時榮獲名譽院士証〉（1958年9月24日）
8. 1 2  Minutes Vol 47 (1950), p. 5.
9. ↑  "MACKENZIE, D. J. M." (1953)
10. 1 2  "Supplement to Issue 36309", London Gazette, 31 December 1943, p. 22.
11. 1 2  Davis (24 August 1946), pp. 462 & 465.
12. 1 2  "Supplement to Issue 37977[]", London Gazette, 12 June 1947, p. 2592.
13. ↑  "Issue 38702", London Gazette, 30 August 1949, p. 2.
14. ↑  Mkandawire (1998), p. 90.
15. 1 2  "Supplement to Issue 41089 （页面存档备份，存于）", London Gazette, 4 June 1957, p. 5.
16. ↑  〈港醫務總監麥敬時繼任〉（1957年9月18日）
17. ↑  〈新任醫務總局監麥敬時月底來港接任新職〉（1958年1月7日）
18. ↑  〈心理衛生會定期放映兒童生長影片〉（1958年2月25日）
19. ↑  《60周年紀念特刊》（2008年），頁4。
20. 1 2  〈憲報昨晨公佈關祖堯等四人續任市局議員，麥敬時等奉委太平紳士〉（1958年3月22日）
21. 1 2  〈醫務總監麥敬時演講醫務與衞生工作〉（1961年5月31日）
22. ↑  〈醫務總監麥敬時演講醫務與衞生工作（續完）〉（1961年6月1日）
23. ↑  〈本港發生首宗霍亂，當局採取緊急措施〉（1962年8月24日）
24. 1 2  Van de Linde and Forbes (1965), p. 515.
25. ↑  〈真性霍亂症共百零七宗，喪生者共十二人〉（1961年9月2日）
26. 1 2  〈香港傳染病史略〉（造訪於2013年7月6日）
27. ↑  〈本港成霍亂區域，居民宜立即打針〉（1962年8月24日）
28. 1 2 3  〈醫務總監麥敬時廣播霍亂症已受控制〉（1961年8月30日）
29. ↑  〈醫務總監正式宣佈香港已無霍亂症〉（1962年10月9日）
30. ↑  〈東南亞各國決定協防霍亂症〉（1962年3月3日）
31. ↑  〈醫務總監麥敬時赴巴基斯坦會議〉（1962年11月11日）
32. ↑  〈醫務總監麥敬時下周赴菲會議討論霍亂問題〉（1962年9月16日）
33. ↑  〈麥敬時總監由菲返港〉（1963年5月23日）
34. ↑  〈廣華醫院北翼大廈今日行開幕禮〉（1961年3月30日）
35. ↑  〈大口環護養院昨舉行啟用禮〉（1962年12月20日）
36. ↑  〈九龍康復院開幕〉（1963年8月16日）
37. ↑  〈荃灣療養院奠基〉（1963年6月7日）
38. ↑  〈李寶樁健康院舉行奠基儀式〉（1963年7月3日）
39. ↑  〈九龍城母嬰健康院舉行奠基禮〉（1963年9月17日）
40. ↑  〈麥敬時將任滿榮休，鄧炳輝任醫務總監〉（1963年4月11日）
41. ↑  〈麥敬時任更新會長〉（1963年6月21日）
42. ↑  〈港督在立法局致詞讚揚麥敬時總監政績〉（1963年9月19日）
43. ↑  Plague, SARS, and the Story of Medicine in Hong Kong (2006), p. 338.
44. ↑  〈前醫務總監麥敬時抵港〉（1965年1月22日）
45. ↑  〈從事物理治療工作，須具最佳忍耐力〉（1976年11月5日）
46. ↑  University of Edinburgh Journal Vols 37-38 (1995), p. 264.
47. ↑  Kelly's Handbook to the Titled, Landed and Official Classes (1969), p. 1290.
48. ↑  〈醫務總監麥敬時主持醫療輔助隊周年救護賽〉（1962年12月3日）

### 中文資料
- 〈港醫務總監麥敬時繼任〉，《大公報》第一張第四版，1957年9月18日。
- 〈新任醫務總局監麥敬時月底來港接任新職〉，《工商日報》第六頁，1958年1月7日。
- 〈心理衛生會定期放映兒童生長影片〉，《工商日報》第七頁，1958年2月25日。
- 〈憲報昨晨公佈關祖堯等四人續任市局議員，麥敬時等奉委太平紳士〉，《工商日報》第五頁，1958年3月22日。
- 〈國際胸科會議閉幕，麥敬時榮獲名譽院士証〉，《工商日報》第五頁，1958年9月24日。
- 〈廣華醫院北翼大廈今日行開幕禮〉，《工商日報》第六頁，1961年3月30日。
- 〈醫務總監麥敬時演講醫務與衛生工作〉，《工商日報》第六頁，1961年5月31日。
- 〈醫務總監麥敬時演講醫務與衛生工作（續完）〉，《工商日報》第六頁，1961年6月1日。
- 〈醫務總監麥敬時廣播霍亂症已受控制〉，《工商日報》第五頁，1961年8月30日。
- 〈真性霍亂症共百零七宗，喪生者共十二人〉，《工商日報》第六頁，1961年9月2日。
- 〈東南亞各國決定協防霍亂症〉，《工商日報》第六頁，1962年3月3日。
- 〈本港發生首宗霍亂，當局採取緊急措施〉，《工商日報》第五頁，1962年8月24日。
- 〈本港成霍亂區域，居民宜立即打針〉，《大公報》第一張第一版，1962年8月24日。
- 〈醫務總監麥敬時下周赴菲會議討論霍亂問題〉，《工商日報》第六頁，1962年9月16日。
- 〈醫務總監正式宣佈香港已無霍亂症〉，《工商日報》第六頁，1962年10月9日。
- 〈醫務總監麥敬時赴巴基斯坦會議〉，《工商日報》第六頁，1962年11月11日。
- 〈醫務總監麥敬時主持醫療輔助隊周年救護賽〉，《工商日報》第七頁，1962年12月3日。
- 〈大口環護養院昨舉行啟用禮〉，《工商日報》第六頁，1962年12月20日。
- 〈麥敬時將任滿榮休，鄧炳輝任醫務總監〉，《工商日報》第五頁，1963年4月11日。
- 〈麥敬時總監由菲返港〉，《工商日報》第七頁，1963年5月23日。
- 〈荃灣療養院奠基〉，《工商日報》第六頁，1963年6月7日。
- 〈麥敬時任更新會長〉，《工商日報》第六頁，1963年6月21日。
- 〈李寶樁健康院舉行奠基儀式〉，《工商日報》第六頁，1963年7月3日。
- 〈九龍康復院開幕〉，《工商日報》第六頁，1963年8月16日。
- 〈九龍城母嬰健康院舉行奠基禮〉，《工商日報》第七頁，1963年9月17日。
- 〈港督在立法局致詞讚揚麥敬時總監政績〉，《工商日報》第四頁，1963年9月19日。
- 〈前醫務總監麥敬時抵港〉，《華僑日報》第二張第一頁，1965年1月22日。
- 〈從事物理治療工作，須具最佳忍耐力〉，《華僑日報》第二張第二頁，1976年11月5日。
- 《60周年紀念特刊》。香港：香港防癆心臟及胸病協會，2008年。
- 〈香港傳染病史略〉，《非典型肺炎跨課程委員會網頁》。香港：港九潮州公會中學，造訪於2013年7月6日。

### 英文資料
- Scott, Hew, and, Macdonald, Donald Farquhar, "JOHN HENDERSON MACKENZIE", Fasti Ecclesia Scoticana: The Succession of Ministers in the Church of Scotland from the Reformation Vol 7. Oliver and Boyd, 1928.
- Davis, D. H. S., "A Plague Survey of Ngamiland, Bechunaland Protectorate, During the Epidemic of 1944–45（页面存档备份，存于）", South Africa Medical Journal, 24 August 1946, pp. 462–467.
- Minutes Vol 47. Bechuanaland Protectorate: African Advisory Council, 1950.
- "MacKENZIE, David James Masterton", Who's who of Southern Africa Vol. 42. Argus Printing & Publishing Company, 1952.
- "MACKENZIE, D. J. M.", The Colonial Office List. Great Britain: H.M. Stationery Office, 1953.
- Van de Linde, P. A. M., and, Forbes, F. I., "Observations on the Spread of Cholera in Hong Kong, 1961-61", Bulletin of World Health Organization Vol 32 (4). Genève: World Health Organization, 1961, pp. 515–530.
- Kelly's Handbook to the Titled, Landed and Official Classes Vol 95. Kelly's Directories, 1969.
- Scott, Hew, and, Macdonald, Donald Farquhar, Fasti Ecclesia Scoticana: The Succession of Ministers in the Church of Scotland from the Reformation Vol 10. Oliver and Boyd, 1981.
- University of Edinburgh Journal Vol 36. University of Edinburgh, Graduates' Association, 1993.
- University of Edinburgh Journal Vols 37-38. University of Edinburgh, Graduates' Association, 1995.
- "MACKENZIE, David James Masterton", Who was Who. London: A & C Black, 1996.
- Mkandawire, Austin C., Living My Destiny: A Medical and Historical Narrative. Popular Publications, 1998.
- Plague, SARS, and the Story of Medicine in Hong Kong（页面存档备份，存于）. Hong Kong: Hong Kong University Press, 2006.
- "Athens County Ohio Death Records", Ohio Genealogy Trials, retrieved on 6 July 2013.

## 外部連結
- 本港成霍亂區域 居民宜立卽打針[]，大公報（1962年8月24日）
- Official Report of Proceedings（页面存档备份，存于）, Legislative Council of Hong Konog (18 September 1963)

| 政府职务          | 政府职务                        | 政府职务          |
| ----------------- | ------------------------------- | ----------------- |
| 前任： 楊國璋醫生 | 香港醫務衛生總監 1958年－1963年 | 繼任： 鄧炳輝醫生 |